# IBM 포터블 퍼스널 컴퓨터

로고

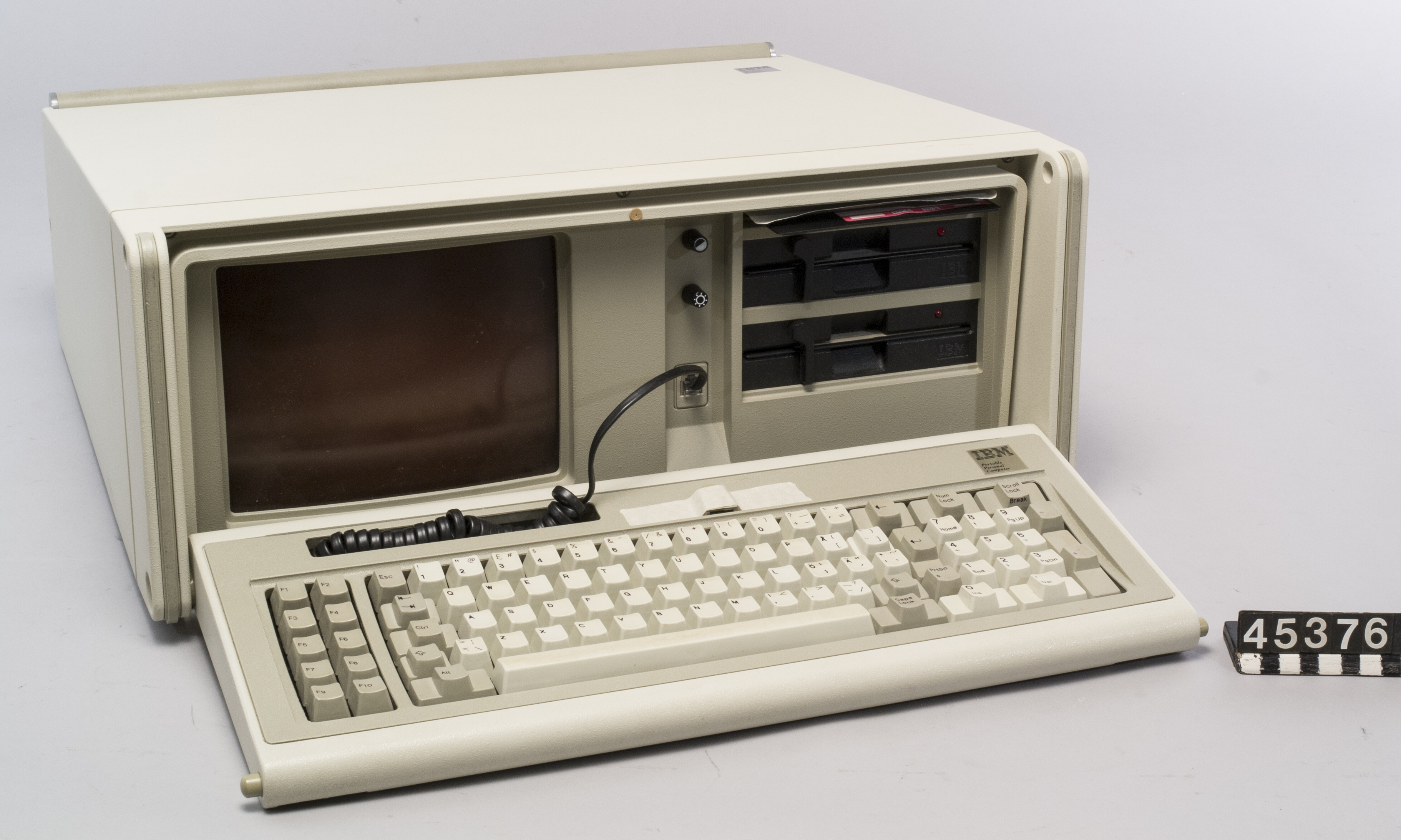
IBM 포터블 퍼스널 컴퓨터

IBM 포터블 퍼스널 컴퓨터(IBM Portable Personal Computer) 5155 모델 68은 여행 가방 크기의 컴팩 포터블이 성공한 이후 IBM이 개발한 초기 휴대용 컴퓨터이다. 1984년 2월에 출시되었으며 데뷔 후 약 2년 만에 IBM PC 컨버터블로 빠르게 교체되었다.

## 디자인
포터블은 기본적으로 컴팩 스타일의 휴대용 케이스에 이식된 PC/XT 마더보드였다. 이 시스템은 256KB의 메모리(640KB까지 확장 가능), 내부 흑백 황색 복합 모니터에 연결된 추가 CGA 카드, Qume에서 제조한 절반 높이 5+1⁄4 360KB 플로피 디스크 드라이브 1개 또는 2개를 갖추고 있다. 듀얼 모드 모니터와 특수 디스플레이 카드를 사용한 컴팩 포터블과 달리 IBM은 기본 CGA 카드와 해상도가 낮은 9인치 황색 단색 복합 모니터를 사용했다. 그러나 외부 모니터나 TV에 연결하면 색상이 표시될 수 있다. 전면 패널에 장착된 전화 잭 스타일 커넥터 RJ11을 사용하는 별도의 83키 키보드와 케이블이 제공되었다. 그런 다음 커넥터의 케이블이 원래 XT 키보드 잭이 있던 기계 뒷면으로 연결되었다.
전문가들은 IBM이 IBM의 영업 인력에게 컴팩 포터블과 경쟁할 컴퓨터가 필요했기 때문에 포터블을 개발했다고 말했다. 컴팩보다 덜 정교하더라도 IBM은 가격이 더 저렴하다는 이점을 가졌다. 마더보드에는 8개의 확장 슬롯이 있다. 전원 공급 장치의 정격은 114W였으며 115VAC 또는 230VAC에서 작동하는 데 적합했다. 하드 디스크는 IBM이 공장에서 제공하지 않았기 때문에 매우 일반적인 타사 추가 기능이었다. 일반적으로 드라이브가 2개인 경우 플로피 드라이브 A:는 운영 체제를 실행하고 드라이브 B:는 응용 프로그램 및 데이터 디스켓에 사용된다.
"휴대용"으로서의 판매 포인트는 모니터를 평평한 면에 간단히 놓을 수 있는 중형 여행 가방과 비슷한 기본 장치로 결합했으며, 후면 패널을 밀어서 전원 커넥터, 연결된 키보드를 드러냈다는 것이다. 접거나 분리하고 부팅하여 사용할 수 있었지만 당시 프린터는 필요한 경우 여전히 "휴대용"이 떨어지는 경향이 있었다. 30파운드의 무게로 일부 사람들에게는 휴대하기 어려웠을 수 있으며 종종 "러그 가능한"(luggable) 제품으로 불렸다.